# Denís Lébedev
Denís Lébedev (en ruso: Дени́с Ле́бедев; Stari Oskol, 14 de agosto de 1979) es un boxeador profesional ruso de Stari Oskol. Fue en dos ocasiones el campeón mundial de la WBA en el peso crucero.

## Carrera profesional
Lebedev se volvió profesional en 2001. En 2009 derrotaría a al cubano Eliseo Castillo quien en su momento obtuvo una victoria sobre Michael Moorer, aunque no llegó a se muy considerado. Lebedev luego derrotaría por KO al excampeón de la WBO Enzo Maccarinelli. En 2010 vencería por KO de un solo golpe al campeón mundial amateur de 2005 Alexander Alexeev. Lo que le garantizó un enfrentamiento por el título mundial de la WBO contra el campeón Marco Huck.

### Lebedev vs. Huck
Lebedev perdería contra Huck el 18 de diciembre de 2010 en Berlín, con una controvertida decisión dividida, un juez holandés y otro español tuvieron en las tarjetas a Huck con un 115-113, mientres que el juez estadounidense dio 116-112 en favor de Lebedev. Al final de la pelea, Marco Huck dijo que estuvo peleando con una costilla fracturada desde el cuarto round.

### Lebedev vs. Jones Jr.
En mayo de 2011, Denís derrotaría por KO a Roy Jones, Jr. faltando dos segundos para finalizar el décimo round.

### Lebedev vs. Jones
El 17 de mayo de 2013 en Moscú, se enfrentaría al boxeador panameño Guillermo Jones; en defensa de su título mundial crucero, que anteriormente le pertenecía a Jones, pero por falta de actividad se le despojó del mismo. En el primer round, Jones logró conectarle un golpe de izquierda al ojo de Lebedev, lo que le provocó un corte; que en el transcurso de los asaltos harían que este empezara a inflamarse, por lo cual luego de que Jones lograra enviar a la lona al boxeador ruso en el decimoprimer round, Denís al estar en muy mal estado debido a la hinchazón, decidió no superar la cuenta de 10, por lo que el réferi decreto KO en favor del panameño, por lo cual este último volvía a obtener su título mundial de crucero de la WBA. No obstante, Jones fallaría el examen antidopaje por uso de diuréticos. por la WBA devolvió el título crucero a Lebedev.

### Lebedev vs Kolodziej
Luego de más de un año de inactividad, el 27 de setiembre de 2014 Lebed volvería al ring ante el invicto boxeador polaco Pawel Kolodziej. La pelea sería en Moscú, con un Lebedev que iba hacia adelante lanzando la izquierda, y un Kolodziej que solo retrocedía; un fuerte golpe de izquierda del ruso al mentón del polaco durante el segundo round, enviaría a éste a la lona, luego de lograr levantarse pero en una notoria mala condición, el réferi detiene el combate y le otorga así la victoria al ruso por KO.

### Lebedev vs Kalenga
El 10 de abril de 2015 en Moscú enfrentó al entonces campeón interino peso crucero de la WBA, el francés Youri Kayembre Kalenga; en la cual Lebedev ganaría por decisión unánime; y se reafirmaría así como campeón regular crucero de dicha organización.

### Lebedev vs Kayode
El 4 de noviembre en Kazán se enfrentó al invicto nigeriano Lateef Kayode, por la defensa de su título crucero. Durante la pelea, el ruso sería claramente superior a su oponente , enviándolo a la lona en el sétimo round con una combinación de golpes y un derechazo; y además con potentes izquierdas al mentón de Kayode, enviaría este último dos veces a la lona durante el octavo, para luego el réferi detener el combate al ver que Kayode solo recibía golpes y ya no lanzaba golpe alguno.

## Récord profesional
| 32 Ganadas (23 KOs), 3 Derrotas, 1 Sin Resultado |          |                        |      |               |            |                                                             | |
| Res.                                             | Record   | Oponente               | Tipo | Rd., Tiempo   | Datos      | Localidad                                                   | Notas                                                                                              |
| D                                                | 32–3 (1) | Thabiso Mchunu         | UD   | 12            | 2019-12-21 | Ivan Yarygin Sports Palace, Krasnoyarsk                     | Por el título vacante WBC Silver del peso crucero.                                                 |
| G                                                | 32–2 (1) | Mike Wilson            | UD   | 12            | 2018-11-24 | Casino de Monte Carlo Salle Medecin, Monte Carlo            | |
| G                                                | 31–2 (1) | Hizni Altunkaya        | KO   | 3 (10), 1:02  | 2018-09-07 | Traktor Sport Palace, Cheliábinsk                           | |
| G                                                | 30–2 (1) | Mark Flanagan          | UD   | 12            | 2017-07-10 | DIVS, Yekaterinburg                                         | Retiene el Título Mundial de la WBA (Super) del peso crucero. Más tarde, fue despojado del título. |
| D                                                | 29–2 (1) | Murat Gassiev          | SD   | 12            | 2016-12-03 | Megasport Arena, Moscú                                      | Pierde el Título Mundial de la IBF del peso crucero.                                               |
| G                                                | 29–1 (1) | Víctor Emilio Ramírez  | TKO  | 2 (12), 1:57  | 2016-05-21 | Megasport Arena, Moscú                                      | Retiene el Título Mundial de la WBA y gana el Título Mundial de la IBF del peso crucero.           |
| G                                                | 28–1 (1) | Lateef Kayode          | TKO  | 8 (12), 1:54  | 2015-11-04 | Basket-Hall Arena, Kazán                                    | Retiene el Título Mundial de la WBA del peso crucero.                                              |
| G                                                | 27–1 (1) | Youri Kayembre Kalenga | UD   | 12            | 2015-04-10 | Luzhniki, Moscú                                             | Retiene el Título Mundial de la WBA del peso crucero.                                              |
| G                                                | 26–1 (1) | Pawel Kolodziej        | KO   | 2 (12), 2:08  | 2014-09-27 | Dynamo Palace of Sports in Krylatskoye, Moscú               | Retiene el Título Mundial de la WBA del peso crucero.                                              |
| SR                                               | 25–1 (1) | Guillermo Jones        | KO   | 11 (12), 1:54 | 2013-05-17 | Crocus City Hall, Moscú                                     | Jones falló al dar el test de drogas, por lo que el título le fue devuelto a Lebedev.              |
| G                                                | 25–1     | Santander Silgado      | KO   | 4 (12), 2:16  | 2012-12-17 | Crocus City Hall, Moscú                                     | Retiene el Título Mundial de la WBA del peso crucero.                                              |
| G                                                | 24–1     | Shawn Terry Cox        | KO   | 2 (12), 2:40  | 2012-04-04 | Crocus City Hall, Moscú                                     | Retiene el Título Interino de la WBA del peso crucero.                                             |
| G                                                | 23–1     | James Toney            | UD   | 12            | 2011-11-04 | Khodynka Arena, Moscú                                       | Gana el Título Interino de la WBA en el peso crucero.                                              |
| G                                                | 22–1     | Roy Jones Jr.          | KO   | 10 (10), 2:58 | 2011-05-21 | Sport Complex Krylatskoe, Moscú                             | |
| D                                                | 21–1     | Marco Huck             | SD   | 12            | 2010-12-18 | Max Schmeling Halle, Prenzlauer Berg, Berlín                | Por el Título Mundial de la WBO en el peso crucero.                                                |
| G                                                | 21–0     | Alexander Alexeev      | KO   | 2 (12), 2:43  | 2010-07-17 | Sport and Congress Center, Schwerin, Mecklenburg-Vorpommern | Eliminatoria para el Título Mundial de la WBO en el peso crucero.                                  |
| G                                                | 20–0     | Ignacio Esparza        | KO   | 4 (12), 2:59  | 2010-02-22 | Udmurtia Circus, Izhevsk                                    | Retiene el título intercontinental de la WBO en el peso crucero.                                   |
| G                                                | 19–0     | Ali Ismailov           | RTD  | 6 (12), 3:00  | 2009-12-17 | Gladiator Fight Club, San Petersburgo                       | Retiene el título intercontinental de la WBO en el peso crucero.                                   |
| G                                                | 18–0     | Enzo Maccarinelli      | TKO  | 3 (12), 2:20  | 2009-07-18 | M.E.N. Arena, Manchester                                    | Gana el título vacante intercontinental de la WBO en el peso crucero.                              |
| G                                                | 17–0     | Eliseo Castillo        | TKO  | 5 (8), 2:50   | 2009-03-22 | Mashinostroitel, Balashikha                                 | |
| G                                                | 16–0     | Dzmitri Adamovich      | TKO  | 4 (10), 2:19  | 2008-12-17 | KRC Arbat, Moscú                                            | |
| G                                                | 15–0     | Nick Okoth             | TKO  | 2 (8), 2:47   | 2008-09-06 | M.E.N. Arena, Manchester                                    | |
| G                                                | 14–0     | Archil Mezvrishvili    | KO   | 1 (8), 1:35   | 2008-07-19 | Olimpiyskiy Sports Palace, Chéjov                           | |
| G                                                | 13–0     | Artem Vychkin          | UD   | 10            | 2004-09-24 | Ice Palace, Novosibirsk                                     | Gana el título vacante ruso del peso semipesado.                                                   |
| G                                                | 12–0     | Bagrat Makhkamov       | TKO  | 2 (8)         | 2004-07-06 | Krylia Sovetov, Moscú                                       | |
| G                                                | 11–0     | Yevhen Bubylych        | UD   | 8             | 2003-06-26 | Krylia Sovetov, Moscú                                       | |
| G                                                | 10–0     | Siarhei Karanevich     | UD   | 6             | 2003-05-29 | Centr na Tulskoy, Moscú                                     | |
| G                                                | 9–0      | Berry Butler           | KO   | 4 (8), 2:48   | 2003-03-15 | Max Schmeling Halle, Prenzlauer Berg, Berlín                | |
| G                                                | 8–0      | Dzmitri Yavmenenka     | TKO  | 2 (4)         | 2003-03-15 | Casino Conti, San Petersburgo                               | |
| G                                                | 7–0      | Roman Babaev           | RTD  | (4) 6, 3:00   | 2002-09-10 | Krylia Sovetov, Moscú                                       | |
| G                                                | 6–0      | Dzmitri Adamovich      | KO   | 5 (8)         | 2002-04-23 | Krylia Sovetov, Moscú                                       | |
| G                                                | 5–0      | Rihsiboy Shamirzaev    | TKO  | 9 (12)        | 2001-12-26 | KRC Arbat, Moscú                                            | Retiene el título ruso del peso semipesado.                                                        |
| G                                                | 4–0      | Mirzohid Jianbaev      | TKO  | 4 (6)         | 2001-11-07 | KRC Arbat, Moscú                                            | |
| G                                                | 3–0      | Nourdine Melikh        | TKO  | 3 (12), 1:50  | 2001-06-09 | Sportpalace Druzhba, Moscú                                  | Gana el título ruso del peso semipesado.                                                           |
| G                                                | 2–0      | Denís Deriabkin        | UD   | 6             | 2001-03-06 | CSKA, Moscú                                                 | |
| G                                                | 1–0      | Teymuraz Kekelidze     | UD   | 6             | 2001-02-27 | Moscú                                                       | Debut profesional de Lébedev.                                                                      |